# Georg Serpilius

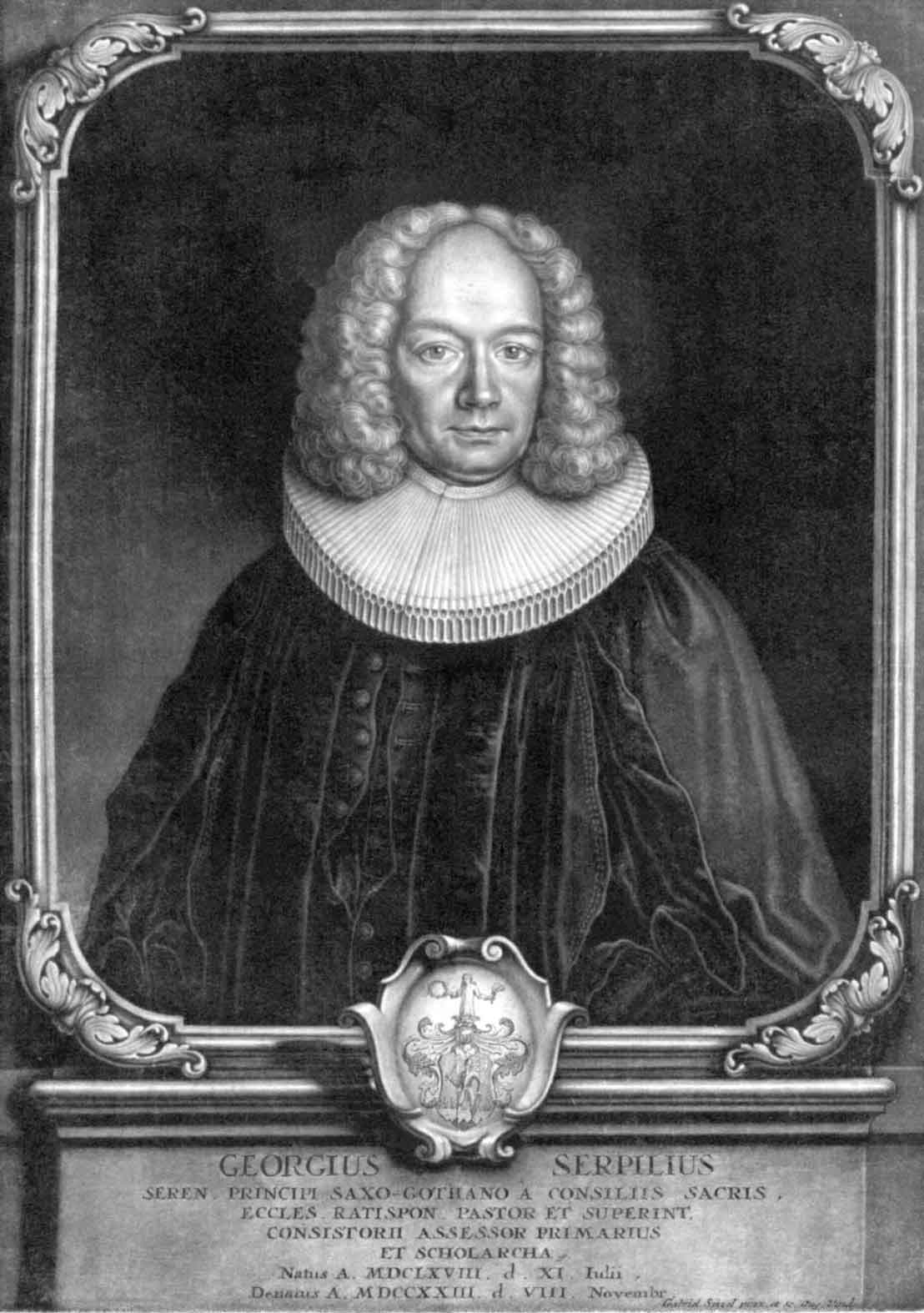
Georg Serpilius

Georg Serpilius (auch: Theophilus Sincerus; * 11. Juni 1668 in Ödenburg in Ungarn; † 8. November 1723 in Regensburg) war ein evangelisch-lutherischer Theologe, Lieddichter und Superintendent in Regensburg.

## Leben
Georg Serpilius war der Sohn des Syndicus, Stadtrichters und Bürgermeisters in Oedenburg Johann Serpilius (* 30. Januar 1623 in Leibitz; † 1. Dezember 1686 in Oedenburg) und dessen dritter Frau Dorothea Sophia Balduin (* 21. Mai 1637 in Chemnitz; † 11. Juni 1685 in Oedenburg/Ungarn), die Tochter des Theologen Balthasar Balduin. Im jugendlichen Alter erlebte er die Verfolgung der Protestanten durch die Katholiken in seiner Heimat. 1673 wurde er zu mütterlichen Verwandten nach Regensburg geschickt und besuchte dort das Gymnasium poeticum. Später ging er nach Bojanowo in Großpolen, wo er sich die nötigen Vorkenntnisse erwarb, um 1687 die Universität Leipzig besuchen zu können. Dort widmete er sich philosophischen und theologischen Studien.
Nach Beendigung seiner akademischen Laufbahn war Serpilius eine Zeit lang Hauslehrer. 1690 wurde er Diakon in Wilsdruff und 1695 Pestdiakon in Regensburg. 1709 wurde er in Regensburg Pastor und Superintendent. Zu dem Konsistorialratstitel, den er bald nachher empfing, fügte der Herzog Ernst von Sachsen-Gotha noch den Charakter eines Kirchenrats dazu.
Serpilius war ein vielseitig gebildeter Gelehrter, der besonders auf dem Gebiet des theologischen Wissens und in den alten Sprachen gründliche Kenntnisse besaß. Seine Zeitgenossen schätzten ihn als einen asketischen Schriftsteller, im Sinne einer Selbstschulung aus religiöser oder philosophischer Motivation. So wurde er Biograph schwäbischer Theologen und Dichter geistlicher Lieder, wobei er bei der Abfassung seiner Werke auf eine große Büchersammlung zurückgreifen konnte. Er veröffentlichte eine Anzahl erbaulicher Schriften, übersetzte Bücher aus der französischen Sprache und Bücher zur Geschichte der geistlichen Lieddichtung. Besonderes Augenmerk lenkte er dabei auf Genealogie und Biographie, besonders bei Lebensläufen von Personen des Alten Testaments. Er stand mit bekannten Vertretern der lutherischen Orthodoxie, wie Ernst Salomon Cyprian und Valentin Ernst Löscher in Verbindung und trat auch als Autor in Löschers Journal Unschuldige Nachrichten von alten und neuen theologischen Sachen in Erscheinung. Auch theologisch vertrat er Standpunkte der Orthodoxen Lutheraner und verurteilte pietistische Bestrebungen.
Serpilius verheiratete sich am 28. August 1702 mit Euphrosina Ostermeyer, eine Tochter des Augsburger Kaufmanns David Ostermejer und der Anna Maria Christiane König. Aus der Ehe sind einige Kinder bekannt:
1. Georg Serpilius (* 28. Juni 1703 in Regensburg) 23. Oktober 1716 bis 24. März 1722 St. Afra Meißen, 29. August 1721 Uni. Leipzig,
2. Euphrosina Serpilus (* 5. Juli 1704 in Regensburg)
3. Johanna Serpilius (* 19. Juli 1705 in Regensburg)
4. Susanna Serpilus (* 2. Oktober 1706 in Regensburg; † 11. Oktober 1706 ebenda)
5. Susanna Serrpilius (* 19. Oktober 1707 in Regensburg; † 26. Oktober 1707 ebenda)
6. Friedrich Serpilius (* 20. Juli 1711 in Regensburg; † 10. Januar 1713 ebenda)
7. Friderica Serpilius (* 10. Dezember 1713 in Regensburg)

## Ehrung
Nach ihm wurde im Äußeren Westen von Regensburg am Rennplatz ein Weg benannt.

## Werke (Auswahl)
- Σχιαγςραφια Hermetis Epistolici ad Analysin et Genesin Epistolae Latin. Viam commonstrantis cum appendice de variatione styli et de orthographia et interpunctione. Meißen 1691.
- Errores amoris et oris. Meißen 1693.
- Ad motiva nonneminis, quibus se inductum ad Pontificiam religionem capessendam credidit, responsio. Dresden 1695.
- Vollständige Liederconcordanz. Pirna 1696.
- Gottgeheiligte Sing- und Früstunden über das Lied: Gott sei Dank durch alle Welt. Regensburg 1697.
- Souligne raisons politiques. Regensburg 1699.
- Glaubens und Lebensbetrachtungen über die sonntäglichen Evangelien. Regensburg 1700, 5 Bde., Bd. 2 (Online)
- Catalogus Bibliothecae Rev. Ministerii Ratisbonensis prior et posterior. Regensburg 1700–1707.
- Apologia wider den Reformanten. Regensburg 1701.
- Sendschreiben wegen der Glaubensartikel an D. Fechtium. . . . o. O. 1702.
- Zufällige Gedanken bei M. Oleari Liederbibliothek. . . . o. O. 1703.
- Biblischer Calender. Regensburg 1704.
- In Gottes Wort gegründete Ursachen, warum das Fegefeuer aus 2 Maccab. Cap. 12 nicht zu erweisen. Regensburg 1705.
- Evangelische Psalmen. Regensburg 1705.
- Taxa poenitentiaria, cum notis. Regensburg 1705.
- Epitaphia oder Ehrengedächnisse unterschiedlicher Theologorum, die in Schwaben geboren worden. Regensburg 1707.
- Personnalia Mosis. Erlangen 1708.
- Personalia Samuelis. Regensburg 1708. (Online)
- Personalia Esrae. Regensburg 1708.
- Personalia Nehemiae. Regensburg 1708.
- Personalia Estheris, cum indice. Regensburg 1708.
- Personalia Jobi, cum supplemento Spanhemii et Chemnitii etc. Regensburg 1708.
- Biblischer Lehr- und Lebensschatz. Regensburg 1708.
- Erste Beilage zum Ehrengedächniß Schwäbischer Theologorum. Regensburg 1710.
- Harmonia evangelica. Regensburg 1711.
- Diptycha Reginoburgensia, oder Ehren-Gedächtnis der Evangelischen Prediger In der Des Heil. Röm. Reichs Freyen Stadt Regenspurg, welche von Anfang der evangelischen Reformation bis auf die Stunde allhie gelehret. Regensburg 1716. (Online)
- Historische Untersuchung des Auctoris von dem Liede: Da Jesus an dem Kreuze stund u.s.w. Regensburg 1720.

## Weblink
- Serpilius, Georg bei der Deutschen Digitalen Bibliothek

| Personendaten    | Personendaten                                    |
| ---------------- | ------------------------------------------------ |
| NAME             | Serpilius, Georg                                 |
| ALTERNATIVNAMEN  | Theophilus Sincerus                              |
| KURZBESCHREIBUNG | deutscher evangelischer Theologe und Lieddichter |
| GEBURTSDATUM     | 11. Juni 1668                                    |
| GEBURTSORT       | Ödenburg                                         |
| STERBEDATUM      | 8. November 1723                                 |
| STERBEORT        | Regensburg                                       |